# 청일 전쟁
청일 전쟁(한국 한자:淸日戰爭)은 1894년 7월 24일부터 1895년 4월 17일까지 조선에 대한 종주권을 둘러싸고 청나라와 일본 제국이 벌인 전쟁이다. 1894년 7월 25일 일본 제국이 선전포고 없이 풍도에 주둔하고 있던 청나라 해군을 기습 공격하면서 청일 전쟁이 발발했고, 이후 전쟁은 내내 일본 제국에 유리한 방향으로 흘러갔다. 1895년 3월 26일 펑후 제도 작전을 끝으로 청일 전쟁의 모든 전투는 종료되었고, 청나라와 일본 제국은 시모노세키 조약을 체결해 전쟁을 끝냈다.
청일 전쟁에서 청나라의 패배는 1861년부터 청나라가 추진했던 양무운동이 완전히 실패했음을 의미했으며, 일본 제국의 입장에서는 1868년 메이지 유신 이후 지속적으로 추진했던 근대화와 서구화의 결실을 맺었다고 볼 수 있었다. 아울러 이 전쟁으로 인해 청나라는 조선과 류큐 왕국에 대한 종주권을 완전히 잃었으며, 이로 인해 동아시아의 열강이 기존의 청나라에서 일본으로 완전히 바뀌게 되었고 일본 제국의 승리로 서구 열강은 일본을 자신들과 동등한 위치로 여기게 되었다.
청일 전쟁은 청나라와 조선의 정치에도 영향을 미쳤다. 청나라 내부에서 캉유웨이와 쑨원 같은 사상가들은 청일 전쟁의 패배로 청나라 사회 및 제도의 근본적인 개혁이 필요하다는 것을 깨닫고 개혁의 방향을 바꾸기 시작했다. 조선의 경우 1894년부터 시작되었던 갑오개혁이 1895년 일본 제국의 간섭과 친일파 중심으로 진행되었다.
. 중국에서는 갑오년에 일어났다고 하여 갑오전쟁(중국어 간체자: 甲午战争, 정체자: 甲午戰爭, 병음: Jiǎwǔ Zhànzhēng 자우잔정[*]), 일본에서는 일청전쟁(일본어: 日清戦争 닛신센소[*]), 서양에서는 제1차 중일 전쟁(영어: First Sino-Japanese War)이라고도 불린다.

## 배경

### 국외적 배경
신흥 제국주의 국가로서, 일본은 그 관심을 조선으로 돌렸다. 일본은 아편전쟁 이후 청나라의 약체화를 목격하고, 만주를 비롯한 대륙침략의 전진기지로, 또한 러시아의 남하에 대응하기 위해 조선을 병합, 식민지화하려고 하였다. 사이고 다카모리를 중심으로 강경파는 정한론을 주장하였으나, 이토 히로부미를 중심으로 주류의 반대로 좌절되었으며, 조선에 대해 포함외교를 통한 통상 요구로 방향을 전환하였다.
일본은 과거 미국이 자기에게 했던 방식을 모방하여 운요호 사건을 구실로 조선에 통상을 요구하였으며, 1876년 2월 27일(음력 2월 3일) 강화도 조약을 체결하였으며, 조선에 부산, 원산, 인천 3개 항구를 개항시키며 경제침략의 발판을 마련하였다.
서양 열강에서 민중들이 왕조를 타도하는 흐름에 생기는 와중에 일본에서 막부가 타도되고 왕정이 복고되었다. 조선에서도 여러 개혁의 움직임이 일어나자 청나라에 도움을 요청하였다. 1882년 임오군란으로 대원군이 재집권하자, 청나라가 개입하여 대원군을 납치하고 난을 진압한 후 종주권을 구실로 조선의 내정에 간섭하였다. 이후, 조선에서는 대청 관계와 개화 정책의 노선을 둘러싸고, 기성 관료를 중심으로 청나라에 대한 사대를 받아들이고, 양무운동을 모델로 점진적 개혁을 추구하려는 동도서기파와 소장 관료층을 중심으로 청나라에 대한 사대를 거부하고, 메이지 유신을 모델로 급진적 개혁을 추구하려는 변법개화파 간 정치투쟁이 발발하였다.
변법개화파가 일본 공사관과 내통하여 1884년 갑신정변을 일으켜 정권을 잡았으나, 3일 만에 청나라 군사고문 원세개의 개입으로 반란은 진압되었다. 그 과정에서 청나라와 일본 군대 사이에 전투가 발생하였고, 패배한 변법개화파 인사들은 일본으로 망명하였다. 영국의 중재로 청나라와 일본은 사태를 수습하기 위해 이듬해 1885년 톈진 조약을 체결하였다.

1. 조선으로부터 군대를 철수시킨다.
2. 조선의 군대를 훈련하기 위한 훈련교관을 보내지 않는다.
3. 변란 등의 중요 사건으로 어느 한쪽이 파병할 경우 상대방에 통보해야 한다.

### 조선에서 청일의 충돌
1894년, 갑신정변을 주도한 친일 개혁세력인 김옥균이 홍종우에게 상하이에서 암살당하였다. 일본은 그 유해를 일본으로 가져가려고 했으나, 청나라가 이를 막고 청나라의 전함에 실어 조선으로 보냈고, 조선에서 그를 다시 부관참시하였다. 일본 정부는 이를 직접적인 모욕으로 받아들였다. 이러한 상황은 1894년 동학농민운동의 봉기에 조선 정부가 청나라 정부에 지원병을 요청하였을 때 더욱 심해졌다.
청나라는 톈진 조약에 따라 파병 사실을 일본 정부에 알렸고, 엽지초 휘하 2,800명의 병력을 보냈다. 일본은 일본 내부의 정치적인 문제의 해결을 위해 원정군인 오시마 요시마사 휘하의 병력 8,000명을 조선으로 보냈다. 이들은 조선의 항의에도 1894년 6월 9일 이후 인천에 상륙, 7월 23일 고종 임금이 거하는 경복궁을 점령하였고, 조선군은 대항하였다. 고종이 직접 조선군에게 무기를 버리라는 지시를 내려 해산한다.
〈일청전사 초안〉은 그때 조선군의 발포가 오후 2시에 이르러서도 그치지 않아, 국왕이 사자(使者)를 보내, 조선군의 사격을 저지시키자, 비로소 총성이 완전히 끊어졌다고 기록하고 있다. 흥선대원군을 내세워 군국기무처를 설치하고 조선의 내각을 김홍집, 박정양, 민영달 등의 친일 인사로 교체하여 갑오경장을 실시하였다. 일본은 더 많은 병력을 조선에 파견하였다. 그러나 일본과의 국교가 단절된 청나라는 조선의 새 정부를 인정하지 않았고, 양국 간의 분쟁이 시작되었다.
당시 일본은 대조선 정책의 일환으로 4가지 계획안을 준비했다. 각 계획은 다음과 같다.
- 갑(甲)의 계획은 앞서 기술된 조선의 지식인들과 일본이 조선의 정치에 관여하면서 내세우던 동양 평화론과 함께 조선의 자주성 이야기의 내용 그대로 일본이 청일전쟁에서 승리해서 진정한 독립국으로 조선을 만들고 그 자주도 맡기며 일본도 간섭을 안 하고 타국의 간섭도 허용을 하지 않는 형태로 조선의 운명은 그들 스스로에게 맡긴다는 것.
- 을(乙)의 계획은 명의상의 독립국으로 공인하지만 일본이 직간접적으로 그 독립에 부지하며 타국으로부터 조선을 지키고자 한다는 계획.
- 병(丙)의 계획은 조선 영토의 안전은 청일 양국이 담보한다는 청국과의 외교 교섭을 하는 것이 계획.
- 정(丁)의 계획은 일본이 서양 국가들과 청나라에 제의하여 조선을 유럽의 벨기에나 스위스 같은 영세 중립국으로 만든다는 계획.

그러나 무츠 무네미츠 외교 대신은 조선이 영구 독립을 유지할 수 없다고 봤을 뿐만 아니라 친일 내각을 집권시켜도 다시 친청 내각이 집권할 가능성이 높아 허사가 된다고 판단함과 동시에 전쟁 시에 일본이 얻는 문제들을 고려할 경우를 고려하여 을의 계획안을 기반으로 해서 차후 논의를 지속하는 쪽으로 가닥을 잡게 된다. 그리고 일본은 조선의 내정에 간섭하면서 내세우는 명분으로 활용하였다. 이것이 바로 을사조약으로 이어지는 일본의 대조선 정책의 기초적 발향으로서 1894년 8월 17일 내각에서 결정하게 된다.

## 진행
1894년 7월, 조선 내의 청나라 군대는 약 3,000 ~ 3,500명 정도였으며, 아산만을 통해서만 병력을 보충할 수 있었다. 일본의 목표는 우선 아산의 청국군을 봉쇄하고 일본 육군으로 포위하는 것이었다.

### 풍도 해전

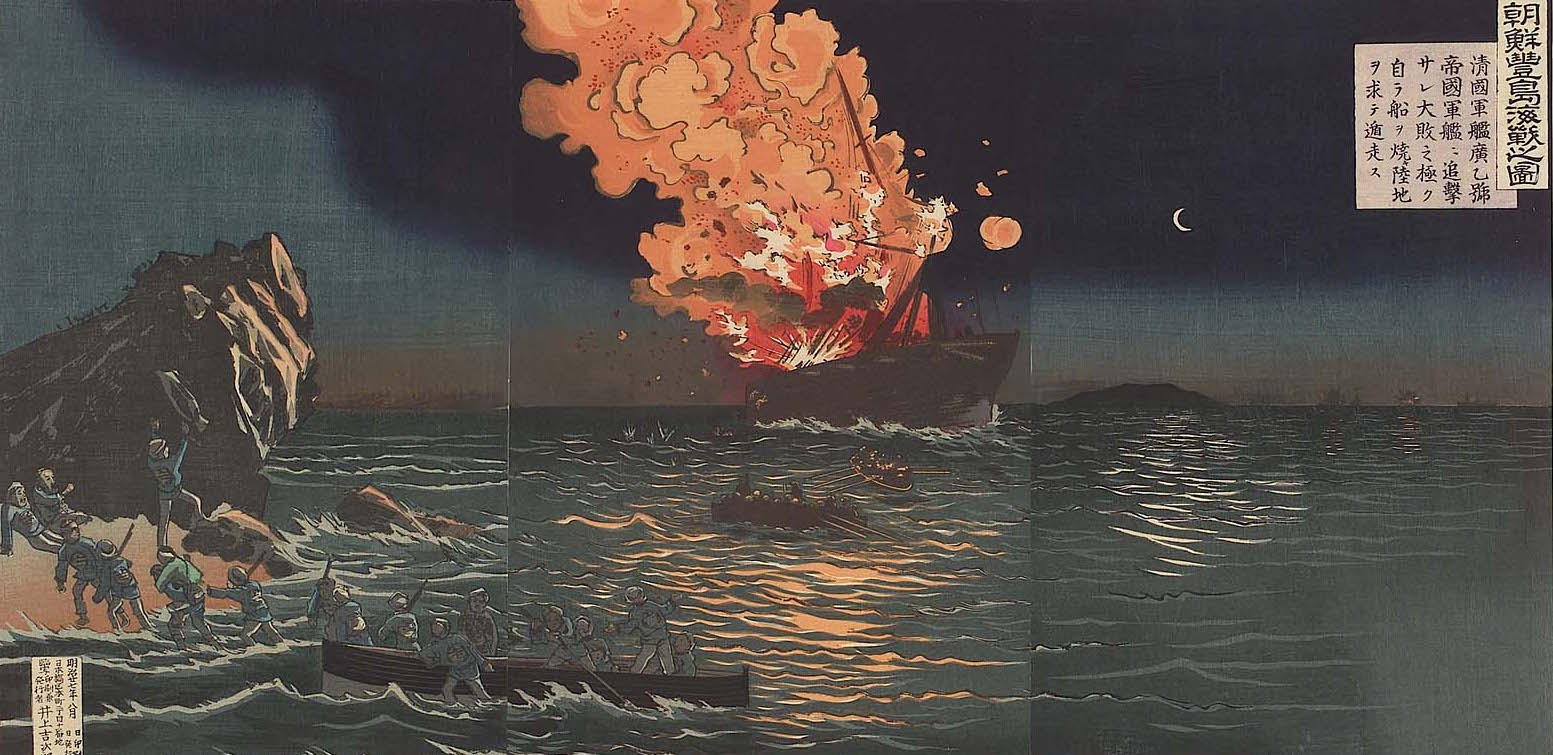
1894년 풍도 해전, 판화

1894년 7월 25일, 아산 근해를 순찰하던 순양함 요시노, 나니와, 아키쓰시마로 구성된 일본 제1유격대가 청나라 순양함 제원(済遠)과 군함 광을(広乙)과 마주쳤다. 이들은 아산으로 물자를 나르는 또 다른 청나라의 군함 조강호와 만나기 위해 아산을 떠나 있었다. 1시간의 전투 끝에, 광을호는 화약고가 폭발하여 암초에 좌초되고 제원호는 탈출하였다.
청나라에는 런던의 인도차이나 증기 선박회사(Indochina Steam Navigation Company) 소유의 2,134톤급 영국 상선 가오슝호가 있었는데, 이 배는 청나라가 군대를 조선으로 수송하기 위해 대여한 것으로, 골즈워디(T. R. Galsworthy) 선장과 64명의 승무원으로 운영되고 있었다. 이 가오슝호는 1,200명의 군사와 보급품과 장비가 적재되어 있었으며, 조강호와 함께 조선으로 향하고 있었다. 청나라의 고문인 독일의 포병장교 하네켄 소령(Major von Hanneken)도 승선하고 있었고, 7월 25일에 도착할 예정이었다.
도고 헤이하치로 선장이 지휘한 방호순양함 나니와가 두 배를 가로막았다. 군함은 결국 포획되었고, 일본은 가오슝호에 나니와호를 따를 것과 승선한 유럽인들은 나니와로 옮겨탈 것을 요구하였다. 어쨌거나, 승선한 1,200명의 중국인들은 다시 돌아갈 것을 원했고, 영국 선장과 선원들의 생명을 위협하였다. 4시간의 협상 끝에, 도고 선장은 사격할 것을 명하였다. 유럽인들은 바다에 뛰어들었고, 중국인들은 이들을 사격했으며, 일본군은 승무원들을 구조하였다. 가오슝호의 침몰은 일본과 영국 간의 외교적 분쟁을 일으켰으나, 폭동에 대한 국제법으로 처리되었다.

### 성환과 평양 전투

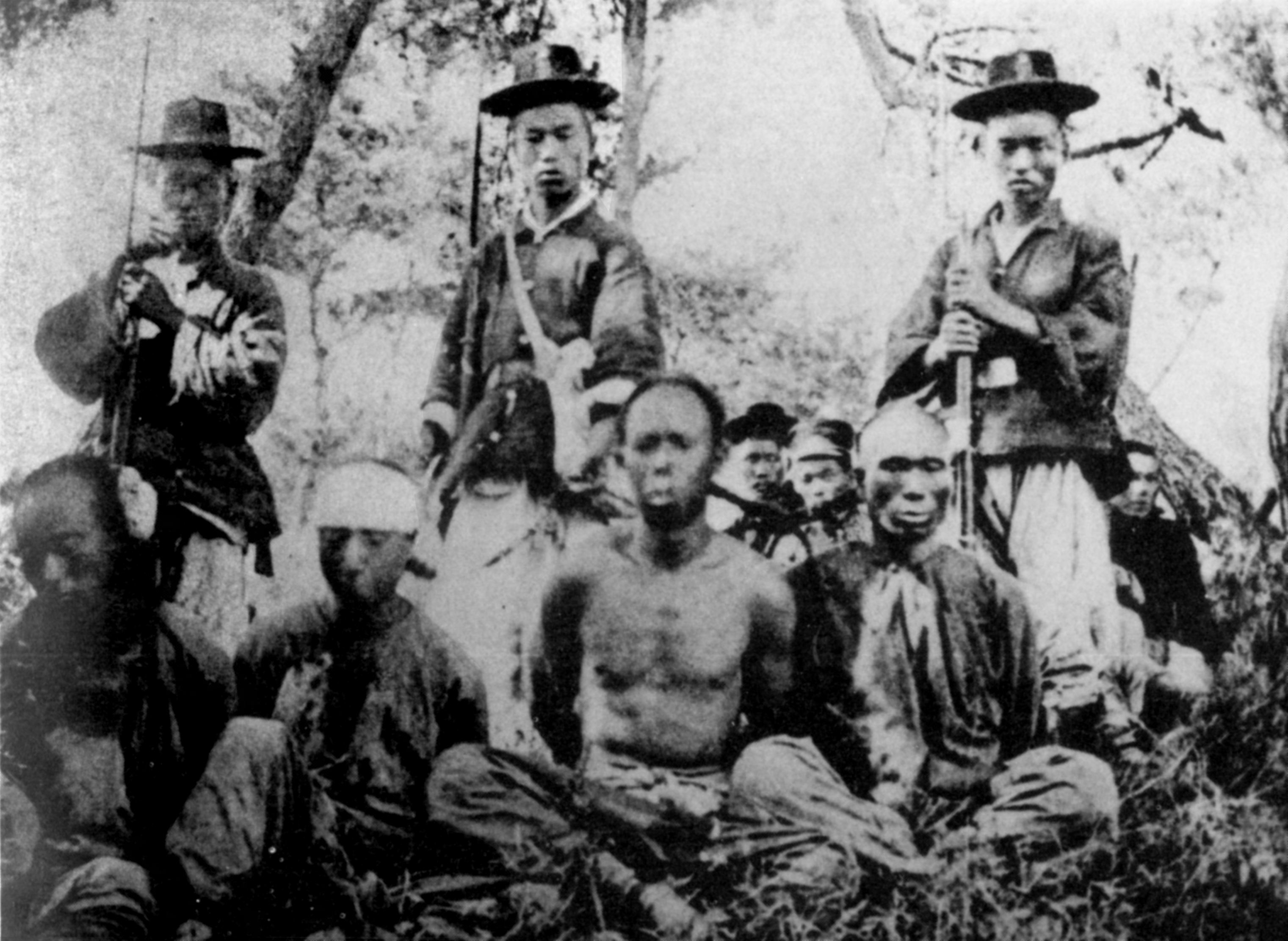
조선인 병사와 중국인 포로

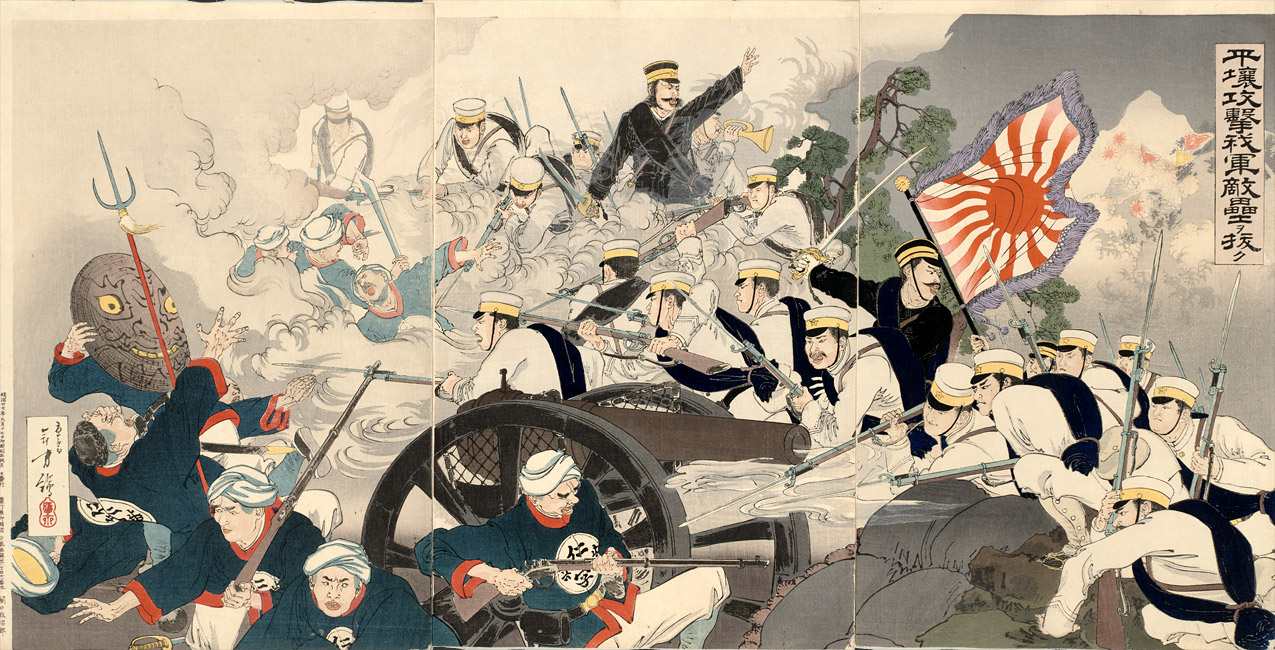
1894년 평양 전투, 미즈노 도시가타의 판화

친일 내각으로부터 청나라 군대를 몰아낼 권한을 부여받은 오시마 요시마사는 약 3,500명의 일본군 여단을 이끌고 한양에서 아산만까지 이동하여 아산과 성환(현재 천안시 서북구 성환읍)에 주둔한 4,000명의 청나라 군대와 대치하였다.
1894년 7월 28일, 양측 군대는 아산 외곽에서 다음 날 아침까지 전투를 벌였다. 청나라 군대는 점차로 병력을 잃어 평양으로 후퇴하였다. 청나라 군대의 사상자는 500명에 달하였으나, 일본군 측은 100여명에 불과했다.
8월 1일에는 공식적으로 청나라와 일본 간에 전쟁이 선포되었다.
8월 4일 이전 조선에 남은 청나라의 병력들은 평양으로 철수하였고, 청나라로부터 파견된 병력과 합류하였다. 15,000명의 수비군은 일본군을 저지할 것을 기대하면서 대대적으로 전투에 대비하였다.
9월 15일, 일본군은 여러 경로로 평양에 모여들었다. 일본군은 평양을 습격하여 청나라 군대를 항복시켰다. 어쨌든, 폭우와 어둠을 이용하여 잔존 병력은 평양을 빠져나와 의주로 향했다. 청나라 군대는 사망자 1,000명에 부상자가 4,000명에 달했으며, 일본군은 500명의 사상자가 발생했다.
일본군은 9월 16일 아침, 평양성에 입성하였다. 평양 전투 이후로 일본은 조선의 내정을 간섭하였고, 조선의 물자와 노동력이 일본군에 제공되었다. 이로부터 농민 봉기가 발생하였다.

### 황해 해전
압록강 전투 또는 황해 해전은 청일 전쟁에서 가장 규모가 큰 해전으로, 1894년 9월 17일 청나라의 북양함대가 일본의 함대와 압록강 하구에서 맞서 싸웠으며, 청나라 측은 화력이 우위에 있었음에도 선원들의 경험과 기동력의 열세로 참가한 10대의 군함 중 5척이 침몰, 3척이 파손되었으며, 850명이 사망하고 500명이 부상하였다.
반면, 일본군은 4척 파손에 사망자 90명, 부상은 200명이었다. 이로써 일본군은 제해권을 확보했으며, 4,500명의 청나라 군대가 압록강 부근에 상륙하였다. 북양함대는 여순항으로 피신하였다.

### 압록강 전투
평양에서의 격퇴로 청나라 군대는 조선의 북부를 떠나 압록강가의 요새에 방어태세를 갖추었다. 일본군은 병력을 보충한 후 1894년 10월 10일 빠른 속도로 만주로 진격했다. 10월 24일 밤, 일본군은 몰래 압록강을 건너 부교를 띄웠다. 다음날 오후에는 단둥 동쪽 호산의 주둔기지를 공격하였다. 오후 10시 30분, 청나라 군대는 방어 위치를 버리고, 다음날까지 단둥으로 후퇴하였다. 야마가타 장군이 지휘하는 제1군(3,5사단으로 구성)은 단둥을 향해 북쪽으로 진격하여 사망 4명, 부상 14명의 희생만으로 중국 영토에 발판을 마련하게 되었다.
가쓰라 다로의 3사단은 서쪽으로 도주하는 청국군을 쫓아 요동반도의 도시들을 점령하였다. 오오야마 이와오가 이끄는 일본 육군 2사단은 요동반도 남쪽 해안에 상륙하여 도시들을 점령하였고, 여순항은 일본군에 포위되었다.

### 여순 함락
1894년 11월 21일까지, 일본군은 여순항을 점령하였다. 일본군은 여순에 거주했던 수천 또는 2만 명의 시민들을 학살하였는데, 이를 ‘여순 대학살’이라 한다. 1894년 12월 10일까지 요동의 건양이 일본군 1사단에 점령되었다.

### 웨이하이 요새 함락
북양함대는 여순항을 거쳐 웨이하이 요새로 피신하였으나, 일본 육군의 공격을 받게 되었다. 웨이하이 전투는 육군과 해군이 동원되어 1895년 1월 20일부터 2월 12일까지 23일간 진행되었고, 웨이하이 요새는 일본군에 함락되었다.
일본군은 남쪽과 북쪽으로 진격하여, 1895년 3월에는 북경이 바라보이는 곳에 진지를 구축하였다. 3월 5일에는 잉커우 외곽에서 전투가 벌어졌다.

### 동중국해 점령
1895년 3월 26일, 일본군은 타이완 부근의 펑후 제도를 희생자 없이 점령하였고, 같은 해 3월 29일 가바야마 스케노리 지휘하에 타이완에 상륙, 점령하였다. 이에 따라 동중국해는 사실상 일본의 영역처럼 변하였다.

## 전쟁 종료 및 영향
청나라의 요청으로 1895년 4월 17일 청나라와 일본 사이에 시모노세키 조약이 체결되었다. 이에 따라 청나라는 조선이 완전한 자주독립국임을 확인하여 조선에서의 일본의 국제적 위치를 확립시켜 주었고, 배상금 2억 냥(兩)을 일본에 지급하였으며, 랴오둥반도·타이완, 펑후 제도 등을 할양하였으며, 통상상의 특권을 부여하였다.
그 결과 청나라는 무력함이 드러나 세계열강에 의한 청나라 분할 경쟁이 더욱 노골화되었고, 일본은 더욱 적극적으로 조선 침략의 야욕을 표시하여 필연적으로 러시아 세력과 충돌을 일으키게 되었다. 그러나 이후 요동 반도는 러시아·프랑스·독일의 삼국 간섭으로 반환되었다.
조선 정부는 1895년 1월, 대내로 일본의 압박으로 종전의 청나라 연호를 폐지하고, 왕호를 대군주로, 왕비는 왕후로, 왕세자는 왕태자로 격상하여 호칭한다. 대외로 삼국 간섭 이후에 러시아의 힘을 빌려 일본 세력을 몰아내고자 하였다.
일본은 이에 큰 위협을 느꼈고, 1895년 음력 8월 20일(양력 10월 8일)에는 주조선 일본 공사 미우라가 지휘하는 일본군의 2개 대대가 왕후의 침소인 건청궁에 난입하여 왕후를 시해하였다. 그 뒤 대군주에게 왕후의 폐출 조서에 서명을 강요하며 위협하였다. 대군주가 그것을 거부하자 왕태자(순종)에 칼을 대는 만행을 저질렀다. 일본은 조선을 압박하여 을미개혁을 실행하였으나, 민중들의 반발로 무산되었다.
1896년 2월, 고종이 러시아 공사관으로 이동한 아관파천을 감행하여 조선 내에서 일본의 세력은 감소하였다. 이듬해 고종은 덕수궁으로 환궁하여 대한제국을 선포하기에 이른다.
한편, 동아시아에 대한 주도권은 중국으로부터 일본으로 옮겨졌으며, 청나라 조정과 중국 중심의 중화사상에 치명타를 주었다. 이러한 경향이 훗날 신해혁명으로 이어졌다. 이후 일본 제국은 러시아 제국과의 치열한 대립을 펼친다.
또한, 청일전쟁이 일어나자 일본의 사상가인 후쿠자와 유키치는 출정한 일본군 병사들을 상대로 이대로 곧장 중국으로 쳐들어가 성경과 길림과 흑룡강 3성을 점령하여 일본의 수중에 넣고, 북경까지 진공하여 보물과 고서적 같은 귀한 재보를 약탈하라는 내용을 담은 글을 연일 신문에 발표하기도 했다.

## 같이 보기
| - 동학농민운동 - 러일 전쟁 - 중일 전쟁 | - 대만민주국 - 시모노세키 조약 - 이홍장 - 황화론 |